# Хоровице
Хорови́це (пол. Chorowice) — село в Польше в сельской гмине Могиляны Краковского повета Малопольского воеводства.

## География
Село располагается в 12 км от административного центра воеводства города Краков. На южной стороне села проходит местная дорога K2173, являющаяся административной границей, отделяющей от села Кулежув. Около села находится флористический заповедник «Чешинянка».

## История
Первое упоминание о селе относится к 1123 году. До Второй мировой войны село принадлежало шляхетскому роду Добошинских. В 1975—1998 годах село входило в состав Краковского воеводства.

## Население
По состоянию на 2013 год в селе проживало 714 человек.
| 2010 | 2013 |
| ---- | ---- |
| 630  | 714  |

| Перепись  | Всего   | Всего | Женщины | Женщины | Мужчины | Мужчины |
| --------- | ------- | ----- | ------- | ------- | ------- | ------- |
| Единицы   | человек | %     | человек | %       | человек | %       |
| Население | 714     | 100   | 364     |         | 350     |         |

## Достопримечательности

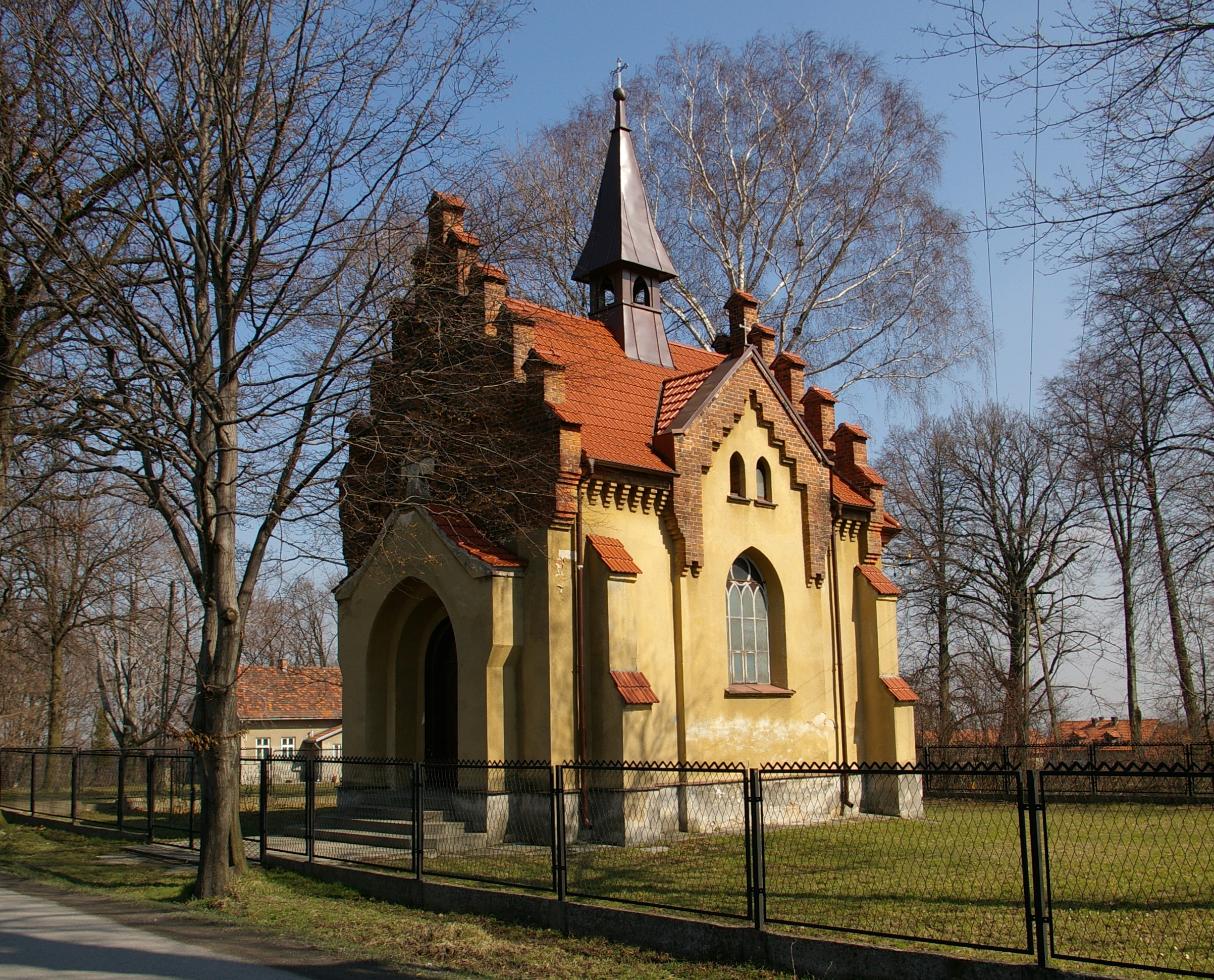
Неоготичекская часовня

- Усадьба в Хоровице — памятник культуры Малопольского воеводства[3].
- Неоготическая часовня.